# Palman Bracht
Palman Bracht (lat. Palmanus Teutonicus Capitanus gentis armigens, * um 1290 in Steiermark; † nach 1355) war Anführer eines Söldnerheeres in Serbien im 14. Jahrhundert, das in seiner Anfangsphase aus Deutschen bestand. In der serbischen Überlieferung ist dieses Söldnerheer auch als Palmans Ritter (serb. Palmanovi vitezi) bekannt.

## Leben
Palman Bracht wurde Ende des 13. Jahrhunderts in der Steiermark geboren. Er hatte von Geburt an eine so genannte Hasenlippe oder Hasenscharte, eine Spaltung der Oberlippe. Die frühen Jahre verbrachte er auf der Burg seines Vaters, mit 13 Jahren wurde er Höfling. Mit 16 wurde er Knappe in Diensten von Heinrich III., bei dem er bis 1310 blieb, als sein Vater verstarb. Palman übernahm das Erbe seines Vaters und trat in die Dienste der Habsburger. Unter den Habsburgern wurde er zum Ritter geschlagen. Mit 27 Jahren ließ er sich in Venedig seine verkrümmte Lippe operieren, aufgrund der unerwiderten Liebe einer Gräfin. Da er auch damit die Liebe dieser Gräfin nicht gewinnen konnte, verbrachte er seine nächsten Jahre als Abenteurer und auf zahlreichen Turnieren im gesamten Heiligen Römischen Reich, bei denen er einen Finger verlor. Als nach diesen „Liebesbeweisen“ seine Liebe von der genannten Gräfin immer noch nicht erwidert wurde, beschloss Palman, ins Heilige Land zu ziehen. Durch Serbien reisend traf er mit seinen Gefährten den serbischen Zaren Stefan Dušan und trat um 1331 in dessen Dienste als Anführer einer deutschen Söldnertruppe (angeblich bis zu 300 Mann), als „Kapetan der alemannischen Garde“. In einigen Quellen wird diese alemannische Garde auch als die Leibgarde Dušans bezeichnet.
In Serbien wirkte er alsgleich mit in der Schlacht von Porodimlje zwischen Stefan Dušan, zu dem Zeitpunkt noch Mitregent und Thronfolger, und dessen Vater Stefan Dečanski; nach dieser Schlacht krönte sich Stefan Dušan zum serbischen König. Seine Truppe war ebenfalls an der Niederwerfung eines Aufstandes lokaler Adeliger in der Zeta und in Nordalbanien beteiligt. 1336 plante Dušan, sich von seiner Frau Jelena, der Schwester des bulgarischen Zaren Iwan Alexander zu trennen, da die Ehe mit ihr kinderlos blieb. In Aussicht wurde eine Ehe mit Elisabeth, der Tochter Friedrich des Schönen, gestellt. Palman wurde aufgrund seiner deutschen Sprache und seinen früheren Dienste für die Habsburger als Heiratsvermittler gesandt. Die Werbungen Palmans blieben fruchtlos, da Elisabeth früh verstarb. Im Bunde mit dem byzantinischen Regenten Johannes Kantakuzenos eroberte Dušan weite Teile von Byzanz. Die Truppe Palmans wurde in Veria in Thrakien stationiert. Veria wurde im gleichen Jahr von Kantakuzenos mit einer List eingenommen. Palmans Leuten wurde freies Geleit gewährt, während serbische Soldaten als Geiseln behalten wurden. Um 1354 wurde Palman zur Hilfe zu Stefan Dušans Schwester Jelena entsendet, die als verwitwete Šubić Bribirski in Norddalmatien herrschte und von Ungarn bedroht war. 1355 verstarb Stefan Dušan. Vom Palman und seinen Truppen fehlt seitdem jede Spur. Es wird angenommen, dass Palman entweder am Hofe Jelenas blieb und dort verstarb, oder in seine Heimat in der Steiermark zurückkehrte.

## Trivia
Ein Ereignis blieb im Gedächtnis der Serben über die Jahrhunderte lebendig. In den 1350er Jahren verhandelte Stefan Dušan mit dem päpstlichen Gesandten Petrus Thomas über eine Union der serbisch-orthodoxen und der römisch-katholischen Kirche. Von dieser Kirchenunion versprach sich Dušan zum einen Unterstützung in den Auseinandersetzungen mit den Osmanen, und seine Ernennung zum „Hauptmann der Christenheit im Kampfe gegen die Ungläubigen“ durch den Papst. Zum anderen erwartete er Schutz vor Angriffen katholischer Mächte wie Ungarn. Als jedoch Ungarn um 1355 einen Feldzug gegen Serbien begann, sah Dušan in der Kirchenunion keinen realen Gewinn mehr. Er brach die Verhandlungen ab und verbot allen Katholiken an seinem Hof, die Messe zu besuchen. Palman und seine Männer ignorierten das Verbot jedoch und nahmen an dem katholischen Gottesdienst teil. Zur Rede gestellt antwortete Palman, dass Stefan Dušan zwar über ihre Leiber verfügen könnte, aber nicht über ihre Seelen. Diese kühne Haltung imponierte Dušan so sehr, dass er Palman und seine Leute gewähren ließ.
| Personendaten    | Personendaten                                              |
| ---------------- | ---------------------------------------------------------- |
| NAME             | Palman Bracht                                              |
| ALTERNATIVNAMEN  | Palmanus Teutonicus Capitanus gentis armigens (lateinisch) |
| KURZBESCHREIBUNG | Anführer eines Söldnerheeres in Serbien                    |
| GEBURTSDATUM     | um 1290                                                    |
| GEBURTSORT       | Steiermark                                                 |
| STERBEDATUM      | nach 1355                                                  |